# Маккарти, Мелисса
Мели́сса Энн Макка́рти (англ. Melissa Ann McCarthy; род. 26 августа 1970, Плейнфилд, Иллинойс, США) — американская актриса, комедиантка, сценаристка, продюсер и модельер. Обладательница двух премий «Эмми», а также двукратная номинантка на премии «Оскар» и «Золотой глобус».
Маккарти начала карьеру как стендап-комедиантка, выступая в нью-йоркских клубах, а после переехала в Лос-Анджелес, где начала карьеру в кино и на телевидении. Она достигла первой широкой известности благодаря роли Сьюки Сент-Джеймс в телевизионном сериале «Девочки Гилмор», которую она исполняла с 2001 по 2007 год. С 2007 по 2009 год она играла роль Дены в ситкоме «Кто такая Саманта?», а с 2010 по 2016 год она играла главную роль в комедийном сериале «Майк и Молли», за которую получила премию «Эмми» в категории «Лучшая актриса комедийного сериала» в 2011 году. Она также известна по своим ролям в фильмах «Девятки», «План Б», «Жизнь, как она есть» и по своей роли Меган в фильме 2011 года «Девичник в Вегасе», который принес ей несколько наград и номинаций, в том числе на «Оскар», BAFTA и Премию Гильдии киноактёров США за «Лучшую женскую роль второго плана». В 2012 году журнал Forbes включил Маккарти в свой список «Двадцати самых высокооплачиваемых актрис на телевидении». С тех пор Маккарти сыграла главные роли в голливудских комедиях «Поймай толстуху, если сможешь», «Копы в юбках», «Тэмми» и «Шпион» (отмеченная номинацией на «Золотой глобус»), каждая из которых имела успех в прокате. В 2014 году она взяла на себя драматическую роль в фильме «Святой Винсент».
Маккарти является владельцем производственной компании On the Day Productions. В 2013 году журнал Forbes включил Маккарти в свой список «Ста самых влиятельных знаменитостей». В 2015 году она получила именную звезду на Голливудской «Аллее славы», а позже запустила линию дизайнерской одежды Melissa McCarthy Seven7, которая рассчитана для женщин всех размеров. Также в 2015 году Forbes поместил Маккарти на третью позицию в своём ежегодном списке «Самые высокооплачиваемые актрисы мира».

## Биография

### Ранние годы
Мелисса Энн Маккарти родилась в 1970 году в Плейнфилде в штате Иллинойс. Она является дочерью фермеров Сандры и Майкла Маккарти, а также двоюродной сестрой актрисы Дженни Маккарти. Как говорит сама актриса, она выросла на ферме, в большой «ирландско-католической семье».
Маккарти окончила среднюю католическую школу Joliet Catholic Academy города Джолиет в Иллинойсе. После переезда в Нью-Йорк, она начала карьеру стендап комедианта, выступая в таких известных клубах города как Stand-Up New York Comedy Club и The Improv. Она изучала мастерство драматического актёра в «Актёрской студии» на Манхэттене, и параллельно с этим участвовала во многих театральных постановках, а в середине 1990-х переехала в Лос-Анджелес, где начала карьеру в кино и на телевидении. Переехав в Лос-Анджелес в 1996 году, Маккарти присоединилась к известной импровизационной комедийной труппе The Groundlings.

### Начало карьеры
Дебют Маккарти состоялся на экране в 1997 году, в эпизоде комедийного сериала телеканала NBC «Дженни», главную роль в котором исполняла её двоюродная сестра Дженни Маккарти. Год спустя она сыграла главную роль в короткометражном комедийном фильме «Бог», режиссёра Джона Огаста Позже последовала роль второго плана в независимом фильме «Экстази» с Уильямом Фихтнером и Кэти Холмс. С 2000 по 2003 она сыграла небольшие роли в таких голливудских фильмах как «Малыш», «Ангелы Чарли», «Белый Олеандр» и «Жизнь Дэвида Гейла». В 2002 году актриса снялась в двух независимых фильмах: в чёрной комедии «Тыковка» и мелодраме «Третий лишний». В первом фильме она сыграла роль молодой женщины, которая страдает от безответной любви к инвалиду, который в то время идет на свидание с главной героиней фильма в исполнении Кристины Риччи, а во втором роль коллеги героя Бена Аффлека, которая сопровождает его на свидании с персонажами Люка Уилсона и Дениз Ричардс. Она приняла участие в озвучивании одного из персонажей в трёх эпизодах мультсериала «Ким Пять-с-плюсом» в 2002—2005 годах. Маккарти также появилась в телесериалах «Затерянный мир» в 2001, и «Умерь свой энтузиазм» в 2004 годах.

### Первые успехи
В 2001 году Маккарти получила свою первую крупную роль — Сьюки Сент-Джеймс, шеф-повара и лучшей подруги главной героини телесериала «Девочки Гилмор», Лорелай Гилмор (Лорен Грэм). В оригинальной версии пилотного эпизода роль исполнила актриса Алекс Борштейн, однако ей пришлось отказаться от роли из-за работы над озвучиванием мультсериала «Гриффины». Маккарти получила роль легкомысленной Сьюки и исполняла её на протяжении шести сезонов, до завершения сериала в 2007 году.
В 2007 году Маккарти снялась в психологической драме «Девятки», вместе с Райаном Рейнольдсом. Фильм был встречен преимущественно с благоприятными отзывами от критиков, и был впервые показан в рамках кинофестиваля «Сандэнс», а позже вышел в ограниченный прокат в США. В том же году она получила роль Дены, лучшей подруги главной героини Саманты (Кристина Эпплгейт) в комедийном сериале Сесилии Ахерн «Кто такая Саманта?». Проект рассказывал о 30-летней Саманте, вице-президенте фирмы по продаже недвижимости, которая теряет память после автомобильной аварии. Маккарти исполняла роль нуждающейся в деньгах социопатки Дены, бывшей лучшей подруги в школьные годы, с которой они долго не общались. Она решает притвориться, что все эти годы они дружили, с корыстной целью. Сериал выходил на телеканале ABC на протяжении двух сезонов. В мае 2009 года канал закрыл проект из-за снижавшихся рейтингов. В 2008 году она появилась в двух фильмах: «Просто добавь воды» и «Прекрасные уродцы». Она также была приглашенной звездой в эпизодах телесериалов «Крутая Рита» в 2009 и «Частная практика» в начале 2010 года.
В 2010 году она появилась в двух голливудских фильмах: «План Б» с Дженнифер Лопес, и «Жизнь, как она есть» с Кэтрин Хайгл. В том же году Маккарти получила свою первую главную роль в карьере, в ситкоме канала CBS «Майк и Молли», который рассказывал о закомплексованной учительнице младших классов средних лет, живущей со своей сексуально раскрепощённой шестидесятилетней матерью Джойс (Свуси Кёрц) и не одарённой интеллектом сестрой. На встрече анонимных обжор она знакомится с офицером полиции Майком, и вскоре начинает с ним встречаться. Пилот был встречен в основном с благоприятными отзывами от критиков, и имел успех в телевизионных рейтингах. Рейтинги первого сезона продолжали оставаться стабильно высокими, и в мае 2011 года канал продлил сериал на второй сезон. Выступление актрисы было благоприятно отмечено телевизионными критиками, которые сравнивали её героиню с Розанной, из одноимённого популярного сериала начала девяностых. Большинство критиков, однако, сошлись во мнении, что сериал в некоторой степени не оригинален, а шутки вторичны. В 2011 году она получила номинацию на премию «Эмми» в категории «Лучшая актриса комедийного сериала».Когда актриса принимала награду на сцене, она сказала, сдерживая слезы: «Я из Плейнфилд, штат Иллинойс, и я стою здесь, и это отчасти удивительно»., «Я хожу на работу, я работаю с раннего утра,<…>, потому что мне не терпится увидеть людей, с которыми я работаю.».

### Прорыв
В 2011 году Маккарти снялась в одной из главных ролей в фильме режиссёра Пола Фига «Подружки невесты», который в прокате в России был переименован в «Девичник в Вегасе». Картина была встречена с большим количеством благоприятных отзывов от кинокритиков, а также имела успех в прокате, собрав почти 300 миллионов долларов. В июне 2011 года она была ведущей вручения наград Women in Film Crystal + Lucy Awards. В фильме также снимались Кристен Уиг, Роуз Бирн, Майя Рудольф, Венди Маклендон-Кови, Элли Кемпер, а также муж актрисы — Бен Фальконе. Маккарти получила похвалу от критиков за выступление в картине. Так, к примеру, критик Дэвид Денби из The New Yorker в своем обзоре к фильму сказал, что выступление Маккарти самое смешное, что было в фильме, обозреватель из Christian Science Monitor также благоприятно отметил яркое выступление актрисы, сказав, что она имеет лучшую сюжетную линию в фильме, а между тем Лу Люменик из New York Post дал отрицательный отзыв фильму в целом, заявив, что он не смешной, и его просмотр он сравнил с пятью часами подготовки к свадьбе. Маккарти выиграла несколько наград за свою роль. Она получила премии «Общества кинокритиков Бостона», а также Лас-Вегаса, Нью-Йорка и Вашингтона в категориях «Лучшая актриса второго плана». Маккартни также номинирована на премии «Оскар за лучшую женскую роль второго плана», «Гильдии киноактёров США за лучшую женскую роль второго плана» и «BAFTA за лучшую женскую роль второго плана» за роль в фильме.
Осенью 2011 года Маккарти выступила как ведущая и актриса в популярном комедийном шоу Saturday Night Live. Эпизод Melissa McCarthy/Lady Antebellum вышел первого октября.

### Последующая карьера
В 2012 году Маккарти получила сразу две номинации на премию «Эмми». Первую как «Лучшая актриса в комедийном сериале» за роль в ситкоме «Майк и Молли», а вторую в категории «Лучшая приглашённая актриса в комедийном сериале» за выступление в шоу «Субботним вечером в прямом эфире».
Летом 2011 года она снялась в фильме Джадда Апатоу «Любовь по-взрослому», который является спин-оффом комедии 2007 года «Немножко беременна». Картина вышла во второй половине 2012 года. Маккарти также выступила в качестве продюсера и одного из создателей пилота комедийного сериала для канала CBS, повествующем о женщине, в возрасте за сорок, которую настигает кризис среднего возраста. В мае 2011 года она продала сценарий для фильма Tammy студии Paramount Pictures. Было объявлено, что актриса будет играть главную роль в фильме «Тэмми» производства студии New Line Cinema. Маккарти является автором сценария, продюсером, и исполнительницей ведущей роли. Фильм вышел летом 2014 года и несмотря на негативные отзывы на сценарий собрал более ста миллионов в прокате.
Маккарти исполнила главную роль в фильме «Поймай толстуху, если сможешь» студии Universal Pictures с бюджетом в 35 млн долларов, съемки которого проходили весной 2012 года, а в прокат он был выпущен в феврале 2013 года. Хотя фильм был встречен в большей степени негативными отзывами от критиков, большинство из них хвалили игру актрисы и отмечали, что она является единственной яркой частью картины. Широкий резонанс в прессе вызвало крайне сексистское высказывание скандального критика Рекса Рида из газеты The New York Observer, который в своем отзыве обозвал Маккарти «бегемотом» и «трактором-гигантом». Рид оскорбил не только Маккарти, но и всех актрис нестандартных размеров, заявив, что «На экране мы можем терпеть уродливого мужчину если он смешной, но женщина должна быть привлекательной и талантливой (именно в таком порядке), чтобы играть главную роль». Рида вскоре после этого заявления резко раскритиковали такие издания как The Huffington Post и TV Guide.
Летом 2012 года Маккарти снялась наравне с Сандрой Буллок в фильме режиссёра Пола Фига о двух женщинах-копах «Копы в юбках». Фильм был выпущен в прокат в июне 2013 года и собрал в прокате 230 миллионов.
В начале февраля 2013 года было объявлено, что Мелисса Маккарти вместе со своим мужем основали собственную компанию под названием On the Day и продала сразу три кинофильма студиям Universal и Fox. Все три фильма продюсировались актрисой, а в одном из них она сыграла главную роль. Комедия «Тэмми» стала первым проектом её компании. Бюджет проекта составил лишь $20 миллионов, тогда как Маккарти, гонорар которой приблизился к отметке в $10 миллионов за фильм, согласилась на меньший в обмен на значительный процент от прибыли. Также в 2014 году она сыграла главную женскую роль в комедийной драме «Святой Винсент». Фильм и смена амплуа актрисы были благоприятно встречены критиками. Также Маккарти исполнила главную роль в комедии «Шпион», в третий раз работая с режиссёром Полом Фигом.
Маккарти написала сценарий и выступила продюсером фильма «Большой босс», который вышел в прокат в апреле 2016 года. Фильм рассказывает о женщине, которая садится в тюрьму за инсайдерскую торговлю, однако по окончании срока получает второй шанс. В январе 2015 года также было объявлено, что она исполнит одну из центральных ролей в перезагрузке фильма «Охотники за привидениями» режиссёра Пола Фига, где также снимаются Кристен Уиг, Лесли Джонс Кейт Маккиннон. Фильм вышел на экраны в июле 2016 года. Также Маккарти сыграет роль феи Динь-Динь в планируемой приключенческой сказке режиссёра Шона Леви. Она также является продюсером фильма.
В мае 2017 года было объявлено, что МакКарти исполнит главную роль в предстоящей комедии «Игрушки для взрослых», а также примет участие в написании сценария фильма. Картина выходит в российский прокат 27 сентября 2018 года.

## Личная жизнь
8 октября 2005 года актриса вышла замуж за своего давнего друга Бена Фальконе, также актёра и участника комедийной труппы The Groundlings. 5 мая 2007 года у супругов родилась дочь Вивиан. Период беременности Маккарти пришёлся на съёмки последних эпизодов телесериала «Девочки Гилмор», где по сюжету Сьюки Сент-Джеймс была беременна, так что это не приостановило работу актрисы в проекте.
В марте 2010 года у Маккарти и Фальконе появилась вторая дочь, которая приняла участие в съёмках фильма «План Б». В настоящее время актриса живёт в Лос-Анджелесе, с мужем и двумя дочерьми.
После победы на вручении премии «Эмми» и выступления в SNL актриса появилась на обложке журнала Entertainment Weekly в образе королевы Великобритании, Елизаветы II, с заголовком «Новая Королева комедии». Появление актрисы с нестандартными внешними данными на обложке столь известного издания вызвало широкое освещение в средствах массовой информации. Блогер модного журнала Marie Claire ранее дал весьма критичный отзыв о фигуре Маккарти, после чего обозреватель сайта Celebitchy назвал его сумасшедшим. Чуть раньше актриса появилась на обложке журнала The Hollywood Reporter, в интервью которому рассказала о своих предстоящих проектах.
В 2011 году она выступила дизайнером линии модной одежды для полных женщин. Как говорит сама актриса, она не беспокоится из-за своего лишнего веса, однако в последнее время старается работать над своим телом. В интервью TV Guide она сказала: «Я была гораздо худее до рождения второго ребёнка, я все ещё работаю над своей фигурой». Тем не менее она говорит, что не собирается лезть из кожи вон, чтобы похудеть: «У меня есть много других забот, я буду продолжать работать над собой, но я не могу тратить на это все своё время».

## Фильмография

### Фильмы
| Год  | Название на русском                    | Название на английском   | Роль                           | Примечания                  |
| ---- | -------------------------------------- | ------------------------ | ------------------------------ | --------------------------- |
| 1998 | Бог                                    | God                      | Маргарет                       |                             |
| 1999 | Экстази                                | Go                       | Сандра                         |                             |
| 2000 | Ангелы Чарли                           | Charlie’s Angels         | Дорис                          |                             |
| 2000 | Утопим Мону!                           | Drowning Mona            | Ширли                          |                             |
| 2000 |                                        | Auto Motives             | Тонни                          |                             |
| 2000 | Малыш                                  | The Kid                  | Скай Кинг                      |                             |
| 2002 | Тыковка                                | Pumpkin                  | Чичи Пинкус                    |                             |
| 2002 | Третий лишний                          | The Third Wheel          | Мэрилин                        |                             |
| 2002 | Белый Олеандр                          | White Oleander           | Парамедик                      |                             |
| 2003 | Жизнь Дэвида Гейла                     | Life of David Gale       | Нико                           |                             |
| 2003 |                                        | Chicken Party            | Тот Вагнер                     |                             |
| 2003 | Ким Пять-с-плюсом: Секретные материалы | The Secret Files         | ДНЭми                          | Озвучка                     |
| 2006 |                                        | Cook-Off!                | Эмбер Стрэнг                   |                             |
| 2007 | Девятки                                | The Nines                | Маргарет / Мелисса / Мэри      |                             |
| 2007 | Стрелок                                | Shooter                  | камео                          | не указана в титрах         |
| 2007 | Капитан                                | The Captain              | Фрэн                           |                             |
| 2008 | Просто добавь воды                     | Just Add Water           | Сельма                         |                             |
| 2008 | Прекрасные уродцы                      | Pretty Ugly People       | Бекки                          |                             |
| 2010 | План Б                                 | The Back-Up Plan         | Кэрол                          |                             |
| 2010 | Жизнь, как она есть                    | Life as We Know It       | Диди                           |                             |
| 2011 | Девичник в Вегасе                      | Bridesmaids              | Меган Прайс                    |                             |
| 2012 | Любовь по-взрослому                    | This is Forty            | Кэтрин                         |                             |
| 2013 | Поймай толстуху, если сможешь          | Identity Thief           | Диана / Доун Баджи             |                             |
| 2013 | Мальчишник: Часть III                  | The Hangover Part III    | Кэсси                          |                             |
| 2013 | Копы в юбках                           | The Heat                 | детектив Шеннон Маллинс        |                             |
| 2014 | Тэмми                                  | Tammy                    | Тэмми                          | Также продюсер и сценарист  |
| 2014 | Святой Винсент                         | St. Vincent              | Мэгги Бронштейн                |                             |
| 2015 | Шпион                                  | Spy                      | Сьюзан Купер                   |                             |
| 2016 | Большой босс                           | The Boss                 | Мишель Дарнелл                 |                             |
| 2016 | Полтора шпиона                         | Central Intelligence     | Дарла Макгакиан                |                             |
| 2016 | Охотники за привидениями               | Ghostbusters             | доктор Эбигейл «Эбби» Йейтс    |                             |
| 2018 | Душа компании                          | Life of the Party        | Дианна Майлз                   | Также сценарист и продюсер  |
| 2018 | Игрушки для взрослых                   | Happytime Murders        | детектив Конни Эдвардс         |                             |
| 2018 | Сможете ли вы меня простить?           | Can You Ever Forgive Me? | Ли Израэль                     |                             |
| 2019 | Адская кухня                           | The Kitchen              | Кэти Бреннан                   |                             |
| 2020 | Искусственный интеллект                | Superintelligence        | Кэрол Питерс                   |                             |
| 2021 | Скворец                                | The Starling             | Лилли Мейнард                  |                             |
| 2021 | Сила грома                             | Thunder Force            | Лидия Берман                   |                             |
| 2022 | Тор: Любовь и гром                     | Thor: Love and Thunder   | Актриса, исполняющая роль Хелы |                             |
| 2023 | Русалочка                              | The Little Mermaid       | Урсула                         |                             |
| 2023 | Джинн                                  | Genie                    | Флора                          |                             |
| 2024 | Без глазури                            | Unfrosted                | Донна Станковски               |                             |
| 2027 | Марджи Клаус                           | Margie Claus             | Марджи Клаус                   | озвучивание; также продюсер |

### Телевидение
| Год       | Название на русском              | Название на английском            | Роль              | Примечания                                    |
| --------- | -------------------------------- | --------------------------------- | ----------------- | --------------------------------------------- |
| 1997      | Дженни                           | Jenny                             | Мелисса           | Эпизод: «1.5»                                 |
| 2000      | D.C.                             | D.C.                              | Молли             | 2 эпизода                                     |
| 2000-2007 | Девочки Гилмор                   | Gilmore Girls                     | Сьюки Сент-Джеймс | Постоянная роль, 122 эпизода                  |
| 2001      | Затерянный мир                   | The Lost World                    | Билли             | Эпизод: «Mark of the Beast»                   |
| 2002-2005 | Ким Пять-с-плюсом                | Kim Possible                      | ДНЭми (озвучка)   | 3 эпизода                                     |
| 2004      | Умерь свой энтузиазм             | Curb Your Enthusiasm              | продавщица        | Эпизод: «The Surrogate»                       |
| 2007-2009 | Кто такая Саманта?               | Samantha Who?                     | Дена              | 35 эпизодов                                   |
| 2009      | Крутая Рита                      | Rita Rocks                        | Минди Бун         | Эпизод: «Why Can’t We Be Friends?»            |
| 2010      | Частная практика                 | Private Practice                  | Линн Макдональд   | Эпизод: «Best Laid Plans»                     |
| 2010-2016 | Майк и Молли                     | Mike & Molly                      | Молли Флинн       | Ведущая роль, 127 эпизодов                    |
| 2011-2017 | Субботним вечером в прямом эфире | Saturday Night Live               | она сама, ведущая | 5 эпизодов                                    |
| 2012      | Пингвины из Мадагаскара          | The Penguins of Madagascar        | Шелли (озвучка)   | Эпизод: «Hair Apparent/Love Takes Flightless» |
| 2016      | Девочки Гилмор: Времена года     | Gilmore Girls: A Year in the Life | Сьюки Сент-Джеймс | Эпизод: «Fall»                                |
| 2017      | Субботним вечером в прямом эфире | Saturday Night Live               | Шон Спайсер       | 3 эпизода                                     |
| 2017-2018 | Никто                            | Nobodies                          | она сама          | 7 эпизодов; также исполнительный продюсер     |
| 2021      | Девять совсем незнакомых людей   | Nine Perfect Strangers            | Френсис           |                                               |

## Награды и номинации
| Год  | Награда                                      | Категория                                               | Фильм                              | Результат |
| ---- | -------------------------------------------- | ------------------------------------------------------- | ---------------------------------- | --------- |
| 2011 | Эмми                                         | Лучшая актриса в комедийном сериале                     | «Майк и Молли»                     | Победа    |
| 2011 | Teen Choice Awards                           | Любимый похититель сцен в фильме                        | «Подружки невесты»                 | Номинация |
| 2011 | Выбор народа                                 | Лучший актёрский ансамбль в фильме                      | «Подружки невесты»                 | Номинация |
| 2011 | Спутник                                      | Лучшая женская роль на телевидении — комедия или мюзикл | «Майк и Молли»                     | Номинация |
| 2011 | Общество кинокритиков Бостона                | Лучшая актриса второго плана                            | «Девичник в Вегасе»                | Победа    |
| 2011 | Общество кинокритиков Айовы                  | Лучшая актриса второго плана                            | «Девичник в Вегасе»                | Победа    |
| 2011 | Общество кинокритиков Лас-Вегаса             | Лучшая актриса второго плана                            | «Девичник в Вегасе»                | Победа    |
| 2011 | Общество кинокритиков Нью-Йорка              | Лучшая актриса второго плана                            | «Девичник в Вегасе»                | Победа    |
| 2011 | Общество кинокритиков Нью-Йорка              | Лучший актёрский ансамбль                               | «Девичник в Вегасе»                | Победа    |
| 2011 | Ассоциация кинокритиков Вашингтона           | Лучший актёрский ансамбль                               | «Девичник в Вегасе»                | Победа    |
| 2011 | Ассоциация кинокритиков Вашингтона           | Лучшая актриса второго плана                            | «Девичник в Вегасе»                | Номинация |
| 2011 | Ассоциация кинокритиков вещательных компаний | Лучшая актриса второго плана                            | «Девичник в Вегасе»                | Номинация |
| 2011 | Ассоциация кинокритиков вещательных компаний | Лучший актёрский ансамбль                               | «Девичник в Вегасе»                | Номинация |
| 2011 | Общество кинокритиков Детройта               | Прорыв года                                             | «Девичник в Вегасе»                | Номинация |
| 2011 | Общество кинокритиков Хьюстона               | Лучшая актриса второго плана                            | «Девичник в Вегасе»                | Номинация |
| 2011 | Ассоциация кинокритиков Чикаго               | Лучшая актриса второго плана                            | «Девичник в Вегасе»                | Номинация |
| 2011 | Ассоциация кинокритиков Далласа—Форт-Уэрта   | Лучшая актриса второго плана                            | «Девичник в Вегасе»                | Номинация |
| 2011 | Ассоциация кинокритиков Остина               | Лучшая актриса второго плана                            | «Девичник в Вегасе»                | Номинация |
| 2011 | Ассоциация кинокритиков Феникса              | Лучший актёрский ансамбль                               | «Девичник в Вегасе»                | Номинация |
| 2011 | Ассоциация кинокритиков Ванкувера            | Лучшая актриса второго плана                            | «Девичник в Вегасе»                | Номинация |
| 2012 | Премия Гильдии киноактёров США               | Лучшая женская роль второго плана                       | «Девичник в Вегасе»                | Номинация |
| 2012 | Премия Гильдии киноактёров США               | Лучший актёрский ансамбль в кинофильме                  | «Девичник в Вегасе»                | Номинация |
| 2012 | BAFTA                                        | Лучшая женская роль второго плана                       | «Девичник в Вегасе»                | Номинация |
| 2012 | Оскар                                        | Лучшая женская роль второго плана                       | «Девичник в Вегасе»                | Номинация |
| 2012 | The Comedy Awards                            | Лучшая комедийная актриса — кинофильм                   | «Девичник в Вегасе»                | Победа    |
| 2012 | MTV Movie Awards                             | Лучшая комедийная роль                                  | «Девичник в Вегасе»                | Победа    |
| 2012 | MTV Movie Awards                             | Лучший актёрский ансамбль                               | «Девичник в Вегасе»                | Номинация |
| 2012 | MTV Movie Awards                             | Прорыв года                                             | «Девичник в Вегасе»                | Номинация |
| 2012 | MTV Movie Awards                             | Неожиданное перевоплощение                              | «Девичник в Вегасе»                | Победа    |
| 2012 | Эмми                                         | Лучшая актриса в комедийном сериале                     | «Майк и Молли»                     | Номинация |
| 2012 | Эмми                                         | Лучшая приглашённая актриса в комедийном сериале        | «Субботним вечером в прямом эфире» | Номинация |
| 2013 | Teen Choice Awards                           | Любимая киноактриса: Комедия                            | «Поймай толстуху, если сможешь»    | Номинация |
| 2013 | Teen Choice Awards                           | Любимый комик                                           |                                    | Номинация |
| 2013 | Teen Choice Awards                           | Любимая киноактриса: Комедия                            | «Копы в юбках»                     | Номинация |
| 2013 | Teen Choice Awards                           | Hissy Fit                                               | «Копы в юбках»                     | Номинация |
| 2013 | Teen Choice Awards                           | Лучший экранный дуэт                                    | «Копы в юбках»                     | Победа    |
| 2013 | Эмми                                         | Лучшая приглашённая актриса в комедийном сериале        | «Субботним вечером в прямом эфире» | Номинация |
| 2014 | Эмми                                         | Лучшая актриса в комедийном сериале                     | «Майк и Молли»                     | Номинация |
| 2014 | Эмми                                         | Лучшая приглашённая актриса в комедийном сериале        | «Субботним вечером в прямом эфире» | Номинация |
| 2014 | Indiana Film Journalists Association Award   | Лучшая женская роль второго плана                       | «Святой Винсент»                   | Победа    |
| 2014 | Broadcast Film Critics Association Award     | Лучшая женская роль в комедии                           | «Святой Винсент»                   | Номинация |
| 2015 | Teen Choice Awards                           | Hissy Fit                                               | «Шпион»                            | Номинация |
| 2015 | Teen Choice Awards                           | Лучшая актриса лета                                     | «Шпион»                            | Номинация |
| 2016 | Золотой глобус                               | Лучшая женская роль — комедия или мюзикл                | «Шпион»                            | Номинация |
| 2016 | Teen Choice Awards                           | Любимая киноактриса: Комедия                            | «Большой Босс»                     | Номинация |
| 2016 | Teen Choice Awards                           | Лучшая актриса лета                                     | «Охотники за привидениями»         | Номинация |
| 2017 | Kids' Choice Awards                          | Любимая актриса                                         | «Охотники за привидениями»         | Победа    |
| 2018 | Teen Choice Awards                           | Лучшая актриса лета                                     | «Душа компании»                    | Номинация |
| 2018 | Ассоциация кинокритиков Ванкувера            | Лучшая актриса                                          | «Сможете ли вы меня простить?»     | Победа    |
| 2018 | Общество кинокритиков Бостона                | Лучшая актриса                                          | «Сможете ли вы меня простить?»     | Победа    |
| 2018 | Ассоциация кинокритиков Чикаго               | Лучшая актриса                                          | «Сможете ли вы меня простить?»     | Номинация |
| 2018 | Ассоциация кинокритиков Далласа—Форт-Уэрта   | Лучшая актриса                                          | «Сможете ли вы меня простить?»     | Номинация |
| 2018 | Общество кинокритиков Детройта               | Лучшая актриса                                          | «Сможете ли вы меня простить?»     | Номинация |
| 2018 | Общество кинокритиков Нью-Йорка              | Лучшая актриса                                          | «Сможете ли вы меня простить?»     | Победа    |
| 2018 | Ассоциация кинокритиков Феникса              | Лучшая актриса                                          | «Сможете ли вы меня простить?»     | Победа    |
| 2019 | BAFTA                                        | Лучшая актриса                                          | «Сможете ли вы меня простить?»     | Номинация |
| 2019 | Золотой глобус                               | Лучшая актриса в драматическом фильме                   | «Сможете ли вы меня простить?»     | Номинация |
| 2019 | Общество кинокритиков Хьюстона               | Лучшая актриса                                          | «Сможете ли вы меня простить?»     | Номинация |
| 2019 | Оскар                                        | Лучшая женская роль                                     | «Сможете ли вы меня простить?»     | Номинация |

Источники: